# Марвін (Північна Кароліна)
Марвін (англ. Marvin) — селище (англ. village) в США, в окрузі Юніон штату Північна Кароліна. Населення — 6358 осіб (2020).

## Географія
Марвін розташований за координатами 35°0′15″ пн. ш. 80°49′3″ зх. д. / 35.00417° пн. ш. 80.81750° зх. д. (35.004285, -80.817611).  За даними Бюро перепису населення США в 2010 році селище мало площу 15,39 км², з яких 15,26 км² — суходіл та 0,13 км² — водойми.

## Демографія
Згідно з переписом 2010 року, у селищі мешкало 5579 осіб у 1553 домогосподарствах у складі 1463 родин. Густота населення становила 363 особи/км².  Було 1625 помешкань (106/км²).
Расовий склад населення:
| - 86,2 % — білих - 5,7 % — чорних або афроамериканців - 5,4 % — азіатів - 0,2 % — корінних американців - 1,0 % — осіб інших рас |

До двох чи більше рас належало 1,6 %. Частка іспаномовних становила 3,3 % від усіх жителів.
За віковим діапазоном населення розподілялося таким чином: 40,9 % — особи молодші 18 років, 54,1 % — особи у віці 18—64 років, 5,0 % — особи у віці 65 років та старші. Медіана віку мешканця становила 36,8 року. На 100 осіб жіночої статі у селищі припадало 100,9 чоловіків;  на 100 жінок у віці від 18 років та старших — 98,1 чоловіків також старших 18 років.
Середній дохід на одне домашнє господарство  становив 195 406 доларів США (медіана — 181 452), а середній дохід на одну сім'ю — 200 412 долари (медіана — 184 185). Медіана доходів становила 153 125 доларів для чоловіків та 51 157 доларів для жінок. За межею бідності перебувало 2,7 % осіб, у тому числі 1,7 % дітей у віці до 18 років та 0,0 % осіб у віці 65 років та старших.
Цивільне працевлаштоване населення становило 2419 осіб. Основні галузі зайнятості: освіта, охорона здоров'я та соціальна допомога — 21,0 %, фінанси, страхування та нерухомість — 19,3 %, роздрібна торгівля — 10,7 %, науковці, спеціалісти, менеджери — 10,1 %.